# Karel Čermák
Karel Čermák, né le 13 septembre 1934 à Prague et mort le 19 juin 2017 à Prague, est un avocat et homme politique tchèque.